# 8 (película de 2025)
8 es una película española de drama histórico de 2025, escrita, coproducida y dirigida por Julio Medem. Está protagonizada por Javier Rey y Ana Rujas. Se estrenó en el Festival de Málaga el 16 de marzo de 2025, y luego se estrenó en cines españoles el 21 de marzo de 2025, con distribución de Vercine.

## Reparto
- Ana Rujas como Adela
- Javier Rey como Octavio
- Tamar Novas
- Loreto Mauleón
- Carla Díaz
- María Isasi
- Mateo Medina
- Oriol Riera
- Asier Burguete
- Patxi Barco
- Kandido Uranga
- Javier Morgade
- Andoni Agirregomezkorta
- Álvaro Morte
- Sonia Reoyo como Mujer Vito

## Producción
En marzo de 2023, se anunció por primera vez que Julio Medem estaba preparando la producción de la película 8, cuyo rodaje estaba previsto para comenzar en octubre de ese año. Finalmente, el rodaje de la película comenzó a finales de febrero de 2024, y concluyó en abril de 2024. El rodaje de la película tuvo lugar en varias localizaciones de la provincia de Vizcaya, incluyendo Orduña, Guecho, Arrigorriaga y Bilbao.

## Lanzamiento y marketing
En enero de 2025, Vercine anunció que estrenaría 8 en cines españoles el 21 de marzo de 2025. El 14 de febrero de 2025, se anunció que, antes de su estreno en cines, tendría su estreno mundial en el Festival de Málaga el 16 de marzo de 2025.